# 衝鋒隊
衝鋒隊（しょうほうたい）は、幕府陸軍の歩兵指図役頭取古屋佐久左衛門が結成した組織。戊辰戦争で関東、越後、箱館を転戦した。副隊長に剣客今井信郎。

## 経過
鳥羽・伏見の戦いの後、戦死した佐久間信久の第11連隊と、やはり戦死した窪田鎮章の第12連隊の兵士が江戸開城を不服として脱走した。古屋佐久左衛門は彼らを帰順させ、新たに第6連隊を加えて約900名の部隊を結成した。梁田の戦いで官軍の奇襲攻撃を受け敗北するも、残兵をまとめて会津に至り、衝鋒隊と部隊名を名付け、越後に進駐した。
1868年（慶応4年）3月に新潟に入ると新発田藩に一千両を供出させ、これを軍資金として寺泊、与板藩、高田藩に進み、北西方面から江戸を奪還すべく信州国境を越えて飯山城下に進軍した。ここで松代藩、飯山藩、また信州の天領を預かる中野陣屋駐在の尾張藩と交戦（飯山戦争）になり、高田藩の裏切りにあって壊滅、兵の三分の一を失い、新潟へ逃げ帰った。その後、小千谷で再結集し北越戦争を戦ったが、会津藩が降伏すると他の旧幕府軍同様、仙台から箱館へ向かい、1869年（明治2年）5月、榎本武揚を筆頭とする五稜郭の旧幕府軍の降伏、それに先立つ古屋の戦死により解散した。